# Leskovac, Knić
Leskovac (izvirno srbsko Лесковац) je mesto v Srbiji, ki upravno spada pod Občino Knić; slednja pa je del Šumadijskega upravnega okraja.

## Demografija
V naselju živi 246 polnoletnih prebivalcev, pri čemer je njihova povprečna starost 47,6 let (44,6 pri moških in 51,2 pri ženskah). Naselje ima 107 gospodinjstev, pri čemer je povprečno število članov na gospodinjstvo 2,75.
To naselje je, glede na rezultate popisa iz leta 2002, večinoma srbsko, a v času zadnjih treh popisov je opazno zmanjšanje števila prebivalcev.
|  |

| Demografija | Demografija     | Demografija     |
| Leto        | Št. prebivalcev | Št. prebivalcev |
| ----------- | --------------- | --------------- |
|             |                 |                 |
|             |                 |                 |
|             |                 |                 |
|             |                 |                 |
| 1948        | 637             |                 |
| 1953        | 622             |                 |
| 1961        | 561             |                 |
| 1971        | 502             |                 |
| 1981        | 420             |                 |
| 1991        | 342             | 338             |
| 2002        | 294             | 294             |
|             |                 |                 |

| Etnična sestava po popisu iz leta 2002 | Etnična sestava po popisu iz leta 2002 | Etnična sestava po popisu iz leta 2002 | Etnična sestava po popisu iz leta 2002 | Etnična sestava po popisu iz leta 2002 |
| -------------------------------------- | -------------------------------------- | -------------------------------------- | -------------------------------------- | -------------------------------------- |
| Srbi                                   | Srbi                                   |                                        | 291                                    | 98,97%                                 |
| Črnogorci                              | Črnogorci                              |                                        | 3                                      | 1,02%                                  |
| Neznano                                | Neznano                                |                                        | 0                                      | 0,0%                                   |